# Censo argentino de 2010
El Censo nacional de población de 2010 de Argentina  se realizó el día 27 de octubre, y fue llevado a cabo por el INDEC. De este censo surgió la base de datos demográficos, sociales y habitacionales más actualizada y completa de la población argentina. El día del censo fue declarado feriado nacional, según lo estipulado por la Ley 24.254 del año 1993. Fue el primer censo en Argentina en el cual ampliaron los datos acerca de descendientes de indígenas y afrodescendientes.

## Desarrollo
El censo comenzó a las 8:00 (UTC-3) del día 27 de octubre, a excepción de algunas zonas de difícil acceso en donde había comenzado hasta 2 días antes. También se habilitó una línea telefónica gratuita, habilitada para que las personas pudieran llamar y ser censadas. Los resultados provisionales por sexo y departamento y provincia fueron dados a conocer el 17 de diciembre de 2010, mientras que el 1 de septiembre de 2011 se publicaron los resultados definitivos.

### Veedores
El Censo 2010 contó con la participación de veedores internacionales que controlaron en todo momento la cabal aplicación del reglamento, como de eventuales arbitrariedades en su evaluación. Entre ellos se encontraban Elías Eljuri Abraham (Venezuela), Mario Marazzi-Santiago (Puerto Rico), María Teresa Moratilla Pardo (España), Ramón De la Cruz Yupanqui (Perú), María Elizabeth Barrios Kuck (Paraguay) y Ana María Neira Fernández (Uruguay).

## Estadísticas

### Población (de mayor a menor)
| Jurisdicción                    | Población Censo 2001 | Población Censo 2010 | Crec. intercensal % (2001 - 2010) | Tasa de crecimiento medio anual por mil (2001 - 2010) |
| ------------------------------- | -------------------- | -------------------- | --------------------------------- | ----------------------------------------------------- |
| Provincia de Buenos Aires       | 13.827.203           | 15.625.083           | 13,0                              | 13,8                                                  |
| Córdoba                         | 3.066.801            | 3.308.876            | 7,9                               | 8,5                                                   |
| Santa Fe                        | 3.000.701            | 3.194.537            | 6,5                               | 7,0                                                   |
| Ciudad Autónoma de Buenos Aires | 2.776.138            | 2.890.151            | 4,1                               | 4,5                                                   |
| Mendoza                         | 1.579.651            | 1.738.929            | 10,1                              | 10,8                                                  |
| Tucumán                         | 1.338.523            | 1.448.188            | 8,2                               | 8,8                                                   |
| Entre Ríos                      | 1.158.147            | 1.235.994            | 6,7                               | 7,3                                                   |
| Salta                           | 1.079.051            | 1.214.441            | 12,5                              | 13,3                                                  |
| Misiones                        | 965.522              | 1.101.593            | 14,1                              | 14,8                                                  |
| Chaco                           | 984.446              | 1.055.259            | 7,2                               | 7,8                                                   |
| Corrientes                      | 930.991              | 992.595              | 6,6                               | 8,5                                                   |
| Santiago del Estero             | 804.457              | 874.006              | 8,6                               | 9,3                                                   |
| San Juan                        | 620.023              | 681.055              | 9,8                               | 10,5                                                  |
| Jujuy                           | 611.888              | 673.307              | 10,0                              | 10,7                                                  |
| Río Negro                       | 552.822              | 638.645              | 15,5                              | 16,3                                                  |
| Neuquén                         | 474.155              | 551.266              | 16,3                              | 17,0                                                  |
| Formosa                         | 486.559              | 530.162              | 9,0                               | 9,6                                                   |
| Chubut                          | 413.234              | 509.108              | 23,2                              | 23,6                                                  |
| San Luis                        | 367.933              | 432.310              | 17,5                              | 18,2                                                  |
| Catamarca                       | 334.568              | 367.828              | 9,9                               | 10,6                                                  |
| La Rioja                        | 289.983              | 333.642              | 15,1                              | 15,8                                                  |
| La Pampa                        | 299.294              | 318.951              | 6,6                               | 7,1                                                   |
| Santa Cruz                      | 196.958              | 273.964              | 39,1                              | 37,6                                                  |
| Tierra del Fuego                | 101.079              | 127.205              | 25,8                              | 26,0                                                  |
| Total del país                  | 36.260.140           | 40.117.096           | 10,6                              | 11,4                                                  |

### Población por edad
| Jurisdicción                    | 0 - 14 | 15 - 29 | 30 - 44 | 45 - 59 | 60 - 74 | 75 y más |
| ------------------------------- | ------ | ------- | ------- | ------- | ------- | -------- |
| Provincia de Buenos Aires       | 24,8   | 24,3    | 20,5    | 13,8    | 10,2    | 4,7      |
| Catamarca                       | 29,2   | 25,7    | 20,0    | 13,9    | 7,9     | 3,3      |
| Chaco                           | 30,4   | 27,1    | 18,6    | 13,9    | 7,3     | 2,7      |
| Chubut                          | 26,6   | 25,7    | 21,8    | 15,0    | 7,9     | 2,9      |
| Ciudad Autónoma de Buenos Aires | 16,3   | 22,3    | 22,3    | 17,4    | 13,4    | 8,3      |
| Corrientes                      | 29,4   | 26,5    | 18,4    | 14,4    | 8,1     | 3,2      |
| Córdoba                         | 24,3   | 24,7    | 19,9    | 15,5    | 10,7    | 4,9      |
| Entre Ríos                      | 26,2   | 24,5    | 19,6    | 15,4    | 10,0    | 4,3      |
| Formosa                         | 31,5   | 26,2    | 18,3    | 13,9    | 7,4     | 2,7      |
| Jujuy                           | 29,1   | 26,7    | 20,1    | 13,6    | 7,8     | 2,7      |
| La Pampa                        | 24,8   | 23,6    | 19,9    | 16,1    | 10,8    | 4,8      |
| La Rioja                        | 27,9   | 27,5    | 20,2    | 14,0    | 7,5     | 2,9      |
| Mendoza                         | 25,6   | 25,4    | 19,6    | 14,9    | 10,1    | 4,4      |
| Misiones                        | 32,5   | 26,6    | 18,3    | 13,4    | 6,8     | 2,4      |
| Neuquén                         | 26,6   | 26,2    | 22,1    | 15,2    | 7,5     | 2,4      |
| Río Negro                       | 25,9   | 25,2    | 21,0    | 15,5    | 9,0     | 3,4      |
| Salta                           | 31,2   | 26,7    | 19,1    | 13,0    | 7,3     | 2,8      |
| San Juan                        | 28,7   | 25,0    | 19,4    | 14,3    | 9,2     | 3,4      |
| San Luis                        | 27,9   | 24,5    | 20,3    | 14,8    | 9,0     | 3,5      |
| Santa Cruz                      | 28,1   | 26,7    | 22,9    | 14,2    | 6,2     | 1,9      |
| Santa Fe                        | 23,4   | 24,9    | 19,9    | 15,7    | 10,7    | 5,4      |
| Santiago del Estero             | 31,6   | 25,9    | 18,6    | 13,0    | 7,8     | 3,1      |
| Tierra del Fuego                | 27,4   | 26,4    | 23,2    | 16,6    | 5,2     | 1,2      |
| Tucumán                         | 28,1   | 26,3    | 19,4    | 14,5    | 8,3     | 3,4      |
| Total del país                  | 25,5   | 24,9    | 20,2    | 15,2    | 9,8     | 4,5      |

### Alfabetización
Nivel de alfabetización a partir de los 10 años.
| Jurisdicción                    | Pob. masculina alfabeta | Pob. femenina alfabeta | Alfabetización % |
| ------------------------------- | ----------------------- | ---------------------- | ---------------- |
| Provincia de Buenos Aires       | 6.203.482               | 6.662.204              | 98,63            |
| Catamarca                       | 144.528                 | 148.625                | 97,98            |
| Chaco                           | 394.795                 | 411.225                | 97,98            |
| Chubut                          | 205.779                 | 206.044                | 98,02            |
| Ciudad Autónoma de Buenos Aires | 1.160.483               | 1.395.255              | 99,52            |
| Corrientes                      | 372.493                 | 399.455                | 95,72            |
| Córdoba                         | 1.314.229               | 1.425.717              | 98,53            |
| Entre Ríos                      | 486.281                 | 519.080                | 97,87            |
| Formosa                         | 200.956                 | 206.992                | 95,91            |
| Jujuy                           | 261.419                 | 269.965                | 96,87            |
| La Pampa                        | 128.679                 | 133.208                | 98,11            |
| La Rioja                        | 131.833                 | 136.616                | 98,17            |
| Mendoza                         | 681.053                 | 730.907                | 97,82            |
| Misiones                        | 412.901                 | 422.882                | 95,9             |
| Neuquén                         | 219.539                 | 225.070                | 97,7             |
| Río Negro                       | 255.390                 | 262.917                | 97,54            |
| Salta                           | 459.258                 | 478.751                | 96,86            |
| San Juan                        | 260.076                 | 278.149                | 97,91            |
| San Luis                        | 170.030                 | 177.358                | 98,16            |
| Santa Cruz                      | 113.297                 | 106.023                | 98,87            |
| Santa Fe                        | 1.273.525               | 1.383.361              | 98,22            |
| Santiago del Estero             | 328,348                 | 340.598                | 96               |
| Tierra del Fuego                | 52.992                  | 50.430                 | 99,32            |
| Tucumán                         | 557.210                 | 596.990                | 97,54            |
| Total del país                  | 15.788.575              | 16.967.822             | 98,08            |

### Población por área urbana
| Posición | Aglomerado urbano                        | Jurisdicción                                               | Población  |
| -------- | ---------------------------------------- | ---------------------------------------------------------- | ---------- |
| 1        | Gran Buenos Aires                        | Ciudad Autónoma de Buenos Aires/ Provincia de Buenos Aires | 13.591.863 |
| 2        | Gran Córdoba                             | Provincia de Córdoba                                       | 1.466.823  |
| 3        | Gran Rosario                             | Provincia de Santa Fe                                      | 1.236.089  |
| 4        | Gran Mendoza                             | Provincia de Mendoza                                       | 937.302    |
| 5        | Gran Tucumán                             | Provincia de Tucumán                                       | 794.327    |
| 6        | Gran La Plata                            | Provincia de Buenos Aires                                  | 787.294    |
| 7        | Mar del Plata                            | Provincia de Buenos Aires                                  | 593.337    |
| 8        | Gran Salta                               | Provincia de Salta                                         | 539.187    |
| 9        | Gran Santa Fe                            | Provincia de Santa Fe                                      | 490.171    |
| 10       | Gran San Juan                            | Provincia de San Juan                                      | 461.213    |
| 11       | Gran Resistencia                         | Provincia de Chaco                                         | 385.726    |
| 12       | Santiago del Estero - La Banda           | Provincia de Santiago del Estero                           | 360.923    |
| 13       | Corrientes                               | Provincia de Corrientes                                    | 346.334    |
| 14       | Gran Neuquén                             | Provincia de Neuquén/ Provincia de Río Negro               | 341.301    |
| 15       | Posadas                                  | Provincia de Misiones                                      | 320.429    |
| 16       | Gran San Salvador de Jujuy               | Provincia de Jujuy                                         | 310.106    |
| 17       | Bahía Blanca                             | Provincia de Buenos Aires                                  | 291.327    |
| 18       | Gran Paraná                              | Provincia de Entre Ríos                                    | 264.076    |
| 19       | Formosa                                  | Provincia de Formosa                                       | 222.226    |
| 20       | Gran San Fernando del Valle de Catamarca | Provincia de Catamarca                                     | 195.053    |